# Šošanat ha-Amakim
Šošanat ha-Amakim (hebrejsky שׁוֹשַׁנַּת הָעֲמָקִים, doslova „Růže údolí“, v oficiálním přepisu do angličtiny Shoshannat HaAmaqim, přepisováno též Shoshanat HaAmakim) je vesnice typu společná osada (jišuv kehilati) v Izraeli, v Centrálním distriktu, v Oblastní radě Emek Chefer.

## Geografie
Leží v nadmořské výšce 17 metrů v hustě osídlené a zemědělsky intenzivně využívané pobřežní nížině respektive Šaronské planině.
Obec se nachází na břehu Středozemního moře, cca 31 kilometrů severovýchodně od centra Tel Avivu, cca 52 kilometrů jihozápadně od centra Haify a 11 kilometrů jihozápadně od města Chadera. Šošanat ha-Amakim obývají Židé, přičemž osídlení v tomto regionu je etnicky převážně židovské. Vesnice leží na severním okraji města Netanja, s nímž tvoří jeden souvislý urbanistický celek.
Šošanat ha-Amakim je na dopravní síť napojen pomocí místních komunikací v rámci aglomerace Netanje.

## Dějiny
Šošanat ha-Amakim byl založen v roce 1951. Jméno je odvozeno od biblického
citátu z Písně písní 2,1 - "Jsem kvítek šáronský, lilie v dolinách" 
Za založením vesnice stála stavební společnost Amidar. Ještě k roku 1995 se dokonce v oficiálním názvu obce uvádělo Šošanat ha-Amakim (Amidar), pro odlišení od sousední vesnice Šošanat ha-Amakim (Rassco) (dnes Cukej Jam), kterou zase v 50. letech 20. století zbudovala společnost Rassco.
Jde o rezidenční komunitu, bez zemědělského prvku v místní ekonomice. Většina obyvatel jsou zaměstnanci, kteří za prací dojíždějí mimo obec. Při vesnici se nachází pláž.

## Demografie
Podle údajů z roku 2014 tvořili naprostou většinu obyvatel v Šošanat ha-Amakim Židé (včetně statistické kategorie "ostatní", která zahrnuje nearabské obyvatele židovského původu ale bez formální příslušnosti k židovskému náboženství).
Jde o menší sídlo vesnického typu s dlouhodobě stagnující populací. K 31. prosinci 2014 zde žilo 521 lidí. Během roku 2014 populace klesla o 3,3 %.
| Rok            | 1961 | 1972 | 1983 | 1995 | 2001 | 2003 | 2004 | 2005 | 2006 | 2007 | 2008 | 2009 | 2010 | 2011 | 2012 | 2013 | 2014 |
| -------------- | ---- | ---- | ---- | ---- | ---- | ---- | ---- | ---- | ---- | ---- | ---- | ---- | ---- | ---- | ---- | ---- | ---- |
| Počet obyvatel | 429  | 430  | 624  | 684  | 575  | 556  | 537  | 509  | 537  | 557  | 569  | 455  | 463  | 519  | 547  | 539  | 521  |